# Поліське (смт)
Поліське (до 16.06.1935 року Хабне, з 16.06.1935 по 1.11.1957 року — Кагановичі Перші) — колишнє містечко, було центром Поліського району з 7 березня 1923 року по 17 листопада 1993 року. Розташоване на півночі Київщини над річкою Уж (притока Прип'яті).
Розселене і виключене з облікових даних 19 серпня 1999 року через високу радіаційну забрудненість внаслідок аварії на ЧАЕС. Територія селища згоріла під час лісових пожеж в Чорнобильській зоні у квітні 2020. Станом на 2020 рік у Поліському постійно проживає 10 осіб.

## Назва
За однією з версій[джерело?],містечко заснувала єврейська громада, що втекла з Києва через постійні напади кочовиків. Назва «Хабен» співзвучна з німецьким дієсловом «мати» (нім. haben – мати) та їдиським словом «мати» (їд. האָבן, трансліт. hobn – матір).
За іншою версією[джерело?], слово «хабен» походить з гебрейської мови і означає «первісток», тобто найперша дитина у сім'ї.

## Історія

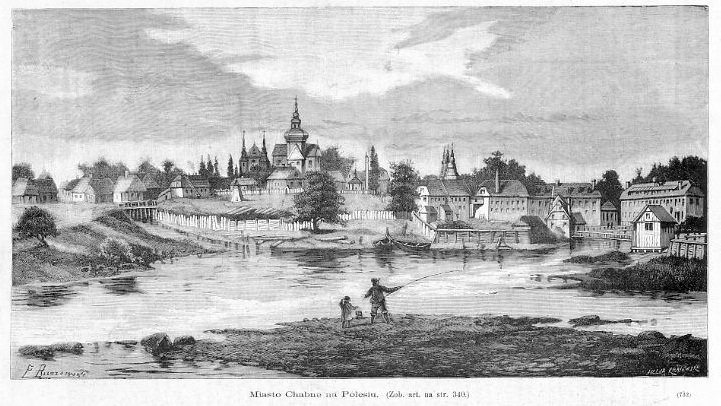
Хабне.
1884 рік.

Давні люди на території Поліського району жили ще в дольодовикову епоху. Зокрема біля села Діброва знайдена стоянка неоліту[джерело?].
Біля Поліського розташована система насипних оборонних валів, яка відома під назвою Кобилячі гори. Не зважаючи на знахідки кісток та зброї, інформації коли вони були насипані знайти не вдалося.
Одна з перших писемних згадок про поселення з'являється у 1415 році під назвою Хабне[джерело?]. На офіційному сайті Поліського району датою заснування вважають 1215 рік.
Територіально містечко належало до тих руських земель, що після занепаду Київської Русі потрапили під владу Великого Князівства Литовського. Після Кревської унії і шлюбу литовського князя Ягайла з польською принцесою Ядвігою, Хабне у складі інших литовських земель, увійшло до союзної держави Річ Посполита. Після Люблінської унії польські впливи на Поліссі посилилися. Зокрема за перехід в католицизм шляхта отримувала пільги.
Після визвольної війни, яку очолив Богдан Хмельницький, за результатами Андрусівської унії в 1667 році Хабне залишилося в Речі Посполитій, а після другого поділу Польщі (кінець XVIII століття) перейшло разом з усім правобережжям України до Російської імперії. Таким чином, засноване за часів Київської Русі Хабне майже 400 років перебувало у Речі Посполитій і 190 років у Російській імперії та СРСР. Однак і після поділу Польщі у Хабному залишалися польські пани-землевласники. Для справедливості треба відзначити, що пани, володіючи частиною земель та кріпаками, все ж не мали впливу на більшість населення містечка, яке складалося з вільних козаків, поляків та євреїв-ремісників.

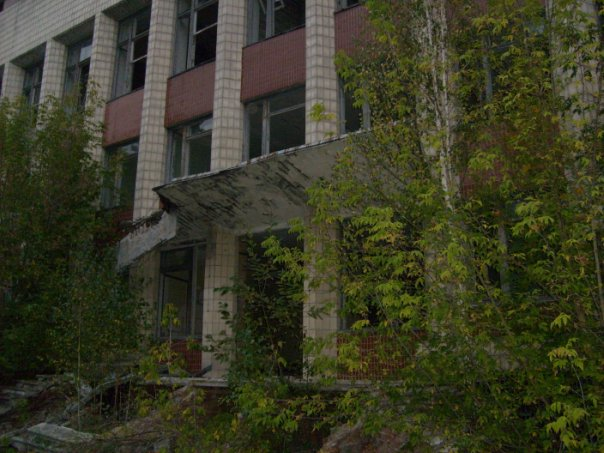
Руїни будівлі Районного виконавчого комітету смт. Поліське. 2009

Історики вважають, що Хабне відігравало важливу оборонну функцію у Поліссі у XV і XVI століттях. Польський король Олександр Ягеллончик віддав Хабне своєму наміснику Семену (Сеньку) Полозу у 1494 році, який у свою чергу віддав містечко своїй доньці Фенні. У 1541 році були збудовані оборонні стіни навколо міста у зв'язку з постійними нападами татар. Оборонна стіна мала кілька башт, глибокий рів та інші необхідні укріплення і була постійно укомплектована гарнізоном вояків.
Завдяки покладам болотної залізної руди у другій половині XVI століття чорна металургія отримала розвиток у Хабне і навколишніх селах. Переважно з металу виробляли військове спорядження
Оборонний замок (імовірно район меблевої фабрики та СШ № 2) простояв до кінця XVI століття, але був зруйнований і пограбований не татарами, а повсталими козаками під проводом Северина Наливайка (1594–1596 років)[джерело?].
У XVIII—XIX сторіччі біля здебільшого єврейського Хабного процвітали кілька поселень. Замостя на лівому березі Ужа здебільшого населяли поляки. Слободу Радзивилівську (тепер район вулиць Воля та Пісок) — реєстрові козаки та поселяни. Ковтуб — кінець вулиці Воля та район біля автостанції та радгоспу Хабне — кріпаки пана, чий маєток був на території сучасного туберкульозного шпиталю.
У XIX сторіччі до Хабного приєдналися всі ці околиці і національний склад містечка урізноманітнився. З величезною любов'ю і гумором про Хабне на початку XX століття писав великий єврейський письменник Шолом-Алейхем. До Другої світової війни в містечку діяли 2 синагоги, 1 костел та 1 православна церква. Більшість споруд збереглися до кінця XX століття: костел — будинок піонерів, синагоги — СШ № 2. Дерев'яну церкву розібрали на початку 1960-х і на її місці збудували новий цех меблевої фабрики.
На середину XIX століття припадає розквіт промисловості містечка, вже діяла швейна фабрика пана Радзивілла (див. Радзивілли), для руху машин якої використовувалася гребля на річці Уж (пагорби — Рокитняки). Вже тоді в містечку були меблева фабрика і численні ремісницькі артілі.
Радянська влада прийшла у 1918 році[джерело?]. Панський маєток пана Горвата (тоді предводителя польського панства Київщини) був націоналізований. Недалеко від Хабного біля містечка Базар відбулися останні бої громадянської війни. Там Червона армія розбила останній збройний виступ добровольців з-поміж інтернованих у Польщі вояків УНР проти більшовиків, під командуванням генерала Юрка Тютюнника.
До 1938 року промисловість містечка деградувала настільки, що воно перетворилося з міста на майже повністю аграрне поселення й отримало статус селища міського типу. У 1930-ті роки містечко перейменували на Кагановичі Перші. Лазар Каганович народився в селі Кабани, яке в той самий час назвали Кагановичі Другі.
За переказами старших людей[джерело?], завдяки високопоставленому землякові план хлібозаготівель був пом'якшений [джерело?] і Хабному вдалося пережити голодомор 1933 року.

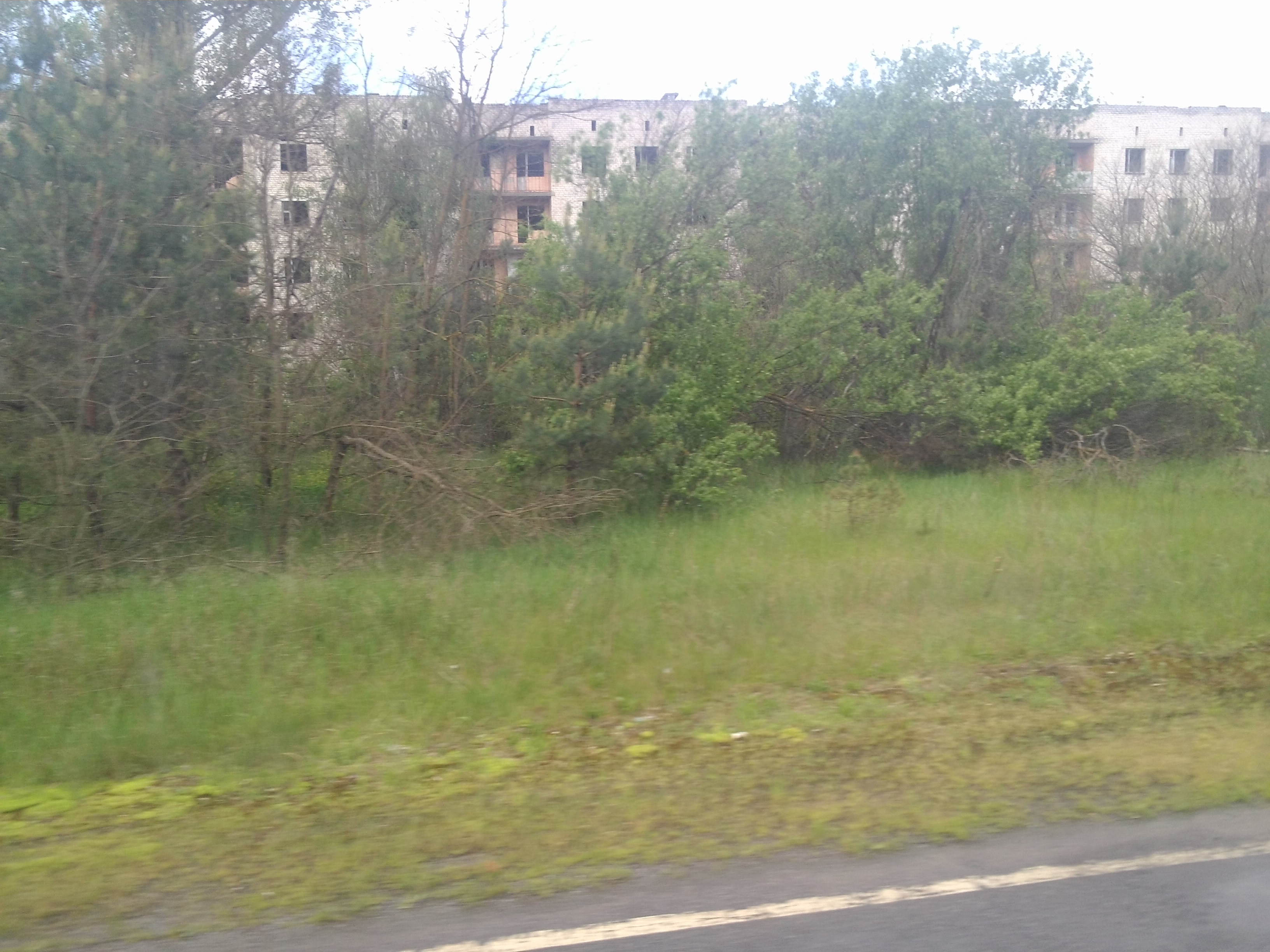
Порожні будівлі

У роки Другої світової війни, після захоплення Хабного німецькими військами, містечко стало адміністративним центром Хабенського ґебіту. На території району діяли партизанські загони Ковпака, який пройшов з рейдом від Путивля до Карпат, та загони Поліської Січі (Бульба-Боровець), яка пізніше влилася в Українську повстанську армію. Через геноцид єврейського народу в лісі біля Поліського живцем закопано кілька сотень людей[джерело?]. За розповідями очевидців[джерело?] українців примушували відмивати німецькі машини від крові. Поховання охоронялися автоматниками — земля ще кілька днів ворушилася[джерело?].
У липні 1942 року 118-й шуцбатальйон зазнав важких втрат у бою з рейдуючим партизанським загоном українського комуністичного підпілля поблизу містечка[джерело?]. На боці партизанів була повна кількісна і якісна перевага, їх загони включали кавалерію і артилерію, та мали більший бойовий досвід[джерело?].

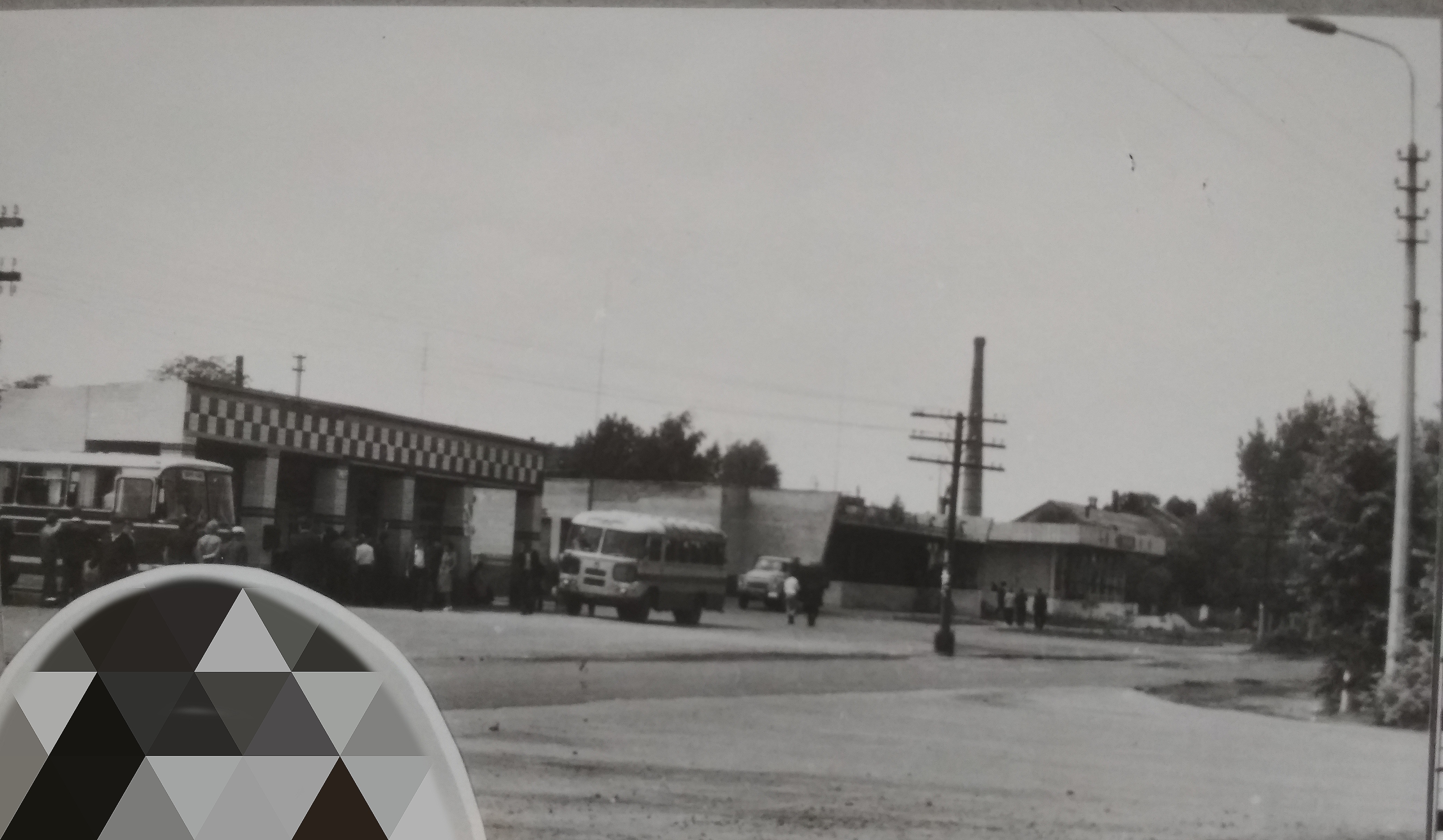
Автостанція в смт. Поліське, початок 1990-х. Фото з випускного альбому СШ № 1

У 1957 році Кагановичі знову перейменовані цього разу в Поліське. До 26 квітня 1986 року коли на Чорнобильській АЕС сталася найбільша в історії атомної енергетики аварія Поліське мало населення майже до 12 тис. осіб (у 1981 році 10600 осіб[джерело?]. Селище опинилося у зоні відчуження і все населення було евакуйовано в інші райони України.
Відселення відбулося не одразу після аварії, а почалося лише з 1990 року. За часів СРСР проти відселення активно агітував райком КПРС. Тих, хто самовільно виїжджав виганяли з партії, називали панікерами, намагалися добитися «вовчого білету» на працевлаштування. З розпадом Союзу стали відомі масштаби радіаційного забруднення. У 1993 році Верховна Рада України ухвалила рішення про обов'язкове відселення Поліського. За іронією долі, організацією відселення зайнялися ті ж люди, які активно агітували проти нього раніше.
Після 1986 року в інфраструктуру містечка були вкладені чималі гроші: перекриті всі будинки новим шифером, побудовані кілька сучасних п'ятиповерхівок, заасфальтовані всі вулиці. На етапі асфальтування, забули прокласти водогін. Асфальт зірвали по всьому містечку, проклали водогін і газ, і заасфальтували знову. Цікаво, що після відселення, коли люди виїхали, більшість будинків були пограбовані, а всі водогінні та газові труби викопані і продані у чисті від радіації райони країни. Тепер Поліське нагадує повну руїну, а на вулицях та в будинках росте справжній дикий ліс.

У 2009—2010 роки інтенсивно (з використанням спецтехніки) розбираються на будівельні матеріали школа № 2 та дитячий садок. Роботи виконуються з дозволу Поліської райдержадміністрації.

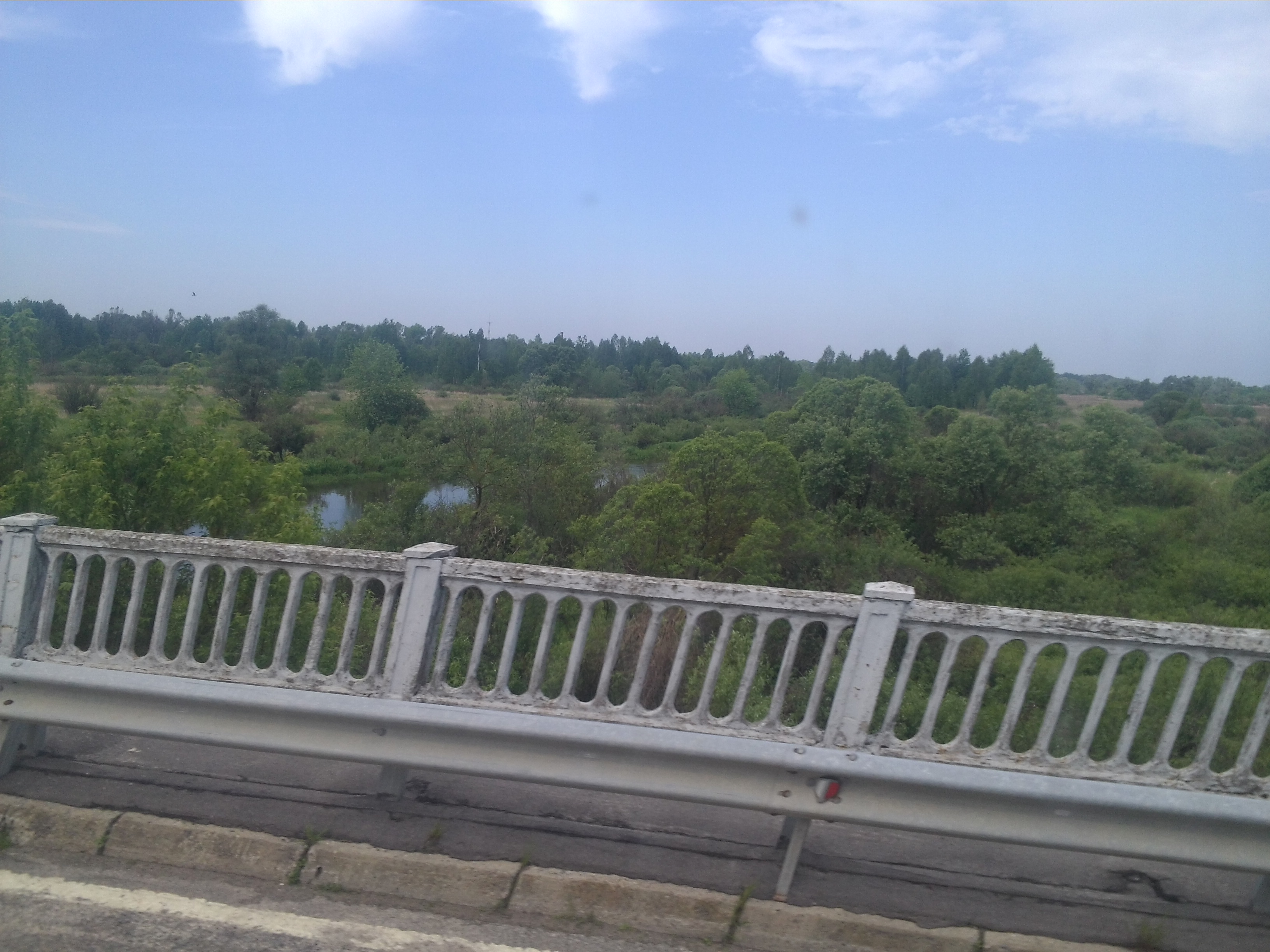
Міст через річку Уж поблизу Поліського

Станом на 2011 рік у Поліському постійно проживають 10 осіб (так звані «самосели»).
Частина території селища згоріла під час лісових пожеж у 2015 році.
Прийнамні один раз на рік у Хабне збираються поліщуки на свято Радовниця (Проводи або Гробки). Це відбувається у першу неділю після Великодня і за формою нагадує тризну — святкове застілля на могилах померлих родичів.
2021 року був презентований документальний фільм, присвячений історії міста — «Поліські Тенета» від студії DocNoteFilms.
З лютого по квітень 2022 року селище було окуповане російськими військами внаслідок вторгнення 2022 року.

## Мікротопоніми
Місцевості від Тарасів і вниз по течії у заплаві Ужа біля Поліського:
- Димокур (острів);
- Кобиляча гора;
- Комора — глибока затока під Кобилячою горою;
- Цибене;
- Козиний ріг;
- Оболонь (болото на лівому березі);
- Сотникове (круча біля вул. Гагаріна);
- Піратський перехід;
- Бруно;
- Пономаренкове болото біля могалок (кладовища) на правому березі;
- Замощанський перехід і Замощанське;
- Старик (Старуха);
- Плесо;
- Рокитняки (горби, залишки греблі швейної фабрики);
- Бистрак;
- Матушкіне — глибока затока-озеро біля залишків колишнього мосту;
- Центральний пляж;
- Крохмалка;
- Онаневське озеро (болото біля Фабриківки та Луговиків).

## Відомі люди

### Народилися
- Бутківський Віктор Володимирович — народний депутат України, член Партії регіонів.
- Станислав Горватт — український громадський діяч Київської губернії польського походження, поміщик, член I Державної думи, член Державної ради з виборів.
- Давиденко Віталій Володимирович — український політолог, економіст, журналіст, доктор політичних наук, кандидат філософських наук, академік Української академії політичних наук, заслужений працівник соціальної сфери України.
- Давиденко Георгій Іванович — український кінорежисер.
- Кириленко В'ячеслав Анатолійович — народний депутат України, віце-прем'єр-міністр, державний діяч.
- Кордун Василь Іванович — радянський і український кінооператор.
- Ісер Куперман — шашкіст, багаторазовий чемпіон світу з міжнародних шашок.
- Мижирицький Мойсей Юхимович — дослідник і пропагандист єврейської літератури, кандидат філологічних наук.
- Пилинський Володимир Броніславович — радянський військовий інженер, генерал-майор інженерних військ.
- Різник Володимир Васильович — вчений у галузі математики і комбінаторики.
- Слободяник Михайло Семенович — вчений у галузі бібліотекознавства.
- Уколов Віктор Олександрович — народний депутат України, політтехнолог, журналіст.